# Убийство Шерри Джарвис
Шерри Энн Джарвис (англ. Sherri Ann Jarvis, 9 марта 1966 – 1 ноября 1980) — американская девушка, убитая и изнасилованная в возрасте четырнадцати лет возле Хантсвилла. Хотя её останки были обнаружены в течение нескольких часов после убийства, Джарвис удалось опознать лишь спустя 41 год, в 2021 году. Дело Джарвис остаётся нераскрытым по сей день, несмотря на попытки следствия установить убийцу.
В англоязычной прессе до опознания Джарвис фигурировала как Джейн Доу из округа Уолкер (англ. Walker County Jane Doe) по названию техасского округа, где была обнаружена и захоронена.

## Обнаружение тела
1 ноября 1980 года водитель грузовика, приезжавший мимо Национального леса Сэма Хьюстона, обнаружил обнажённое тело девушки четырнадцати-восемнадцати лет. Оно лежало лицом вниз к земле, примерно в шести метрах от обочины I-45 в трёх километрах к северу от Хантсвилла. В 9:20 мужчина сообщает о своей находке в полицию.
К моменту обнаружения девушка была мертва уже около шести часов — убийство произошло примерно в 3:20 этого же дня. На шее девушки висела тонкая золотая цепочка с прямоугольным коричневым кулоном с камнем сизого оттенка. Её мочки ушей были проколоты, однако серёг поблизости не оказалось. Рядом были обнаружены красные кожаные босоножки на каблуке со светло-коричневыми ремешками — позже выяснилось, что девушку видели живой с ними в руках. Другой одежды вокруг обнажённого тела не оказалось.

### Вскрытие
Рост покойной составил 168 сантиметров, а вес — 48–54 килограммов. Она была с карими глазами и со светло-коричневыми волосами. Покойная не красила волосы, была без маникюра, однако ногти на её ногах были покрыты розовым лаком.
Её особыми приметами были вертикальный шрам длиной 3,8 сантиметра у края правой брови и втянутый правый сосок. Хорошее состояние зубов и общее физическое развитие указывали на происхождение из семьи со средним достатком.
Смерть девушки наступила от удушья, предположительно, капроновыми колготками. Сами капроновые колготки вместе с нижним бельём покойной были обнаружены во влагалище — предположительно, убийца их поместил туда, чтобы уменьшить кровотечение при перевозке тела.
Девушка была изнасилована тупым предметом вагинально и анально. При этом не было обнаружено следов спермы ни на теле, ни в теле девушки. Перед смертью девушка подверглась жестокому избиению: на её теле было обнаружено множество синяков, а её губы и правое веко были сильно опухшими. Кроме того, на её правом плече был глубокий след от укуса.

## Расследование

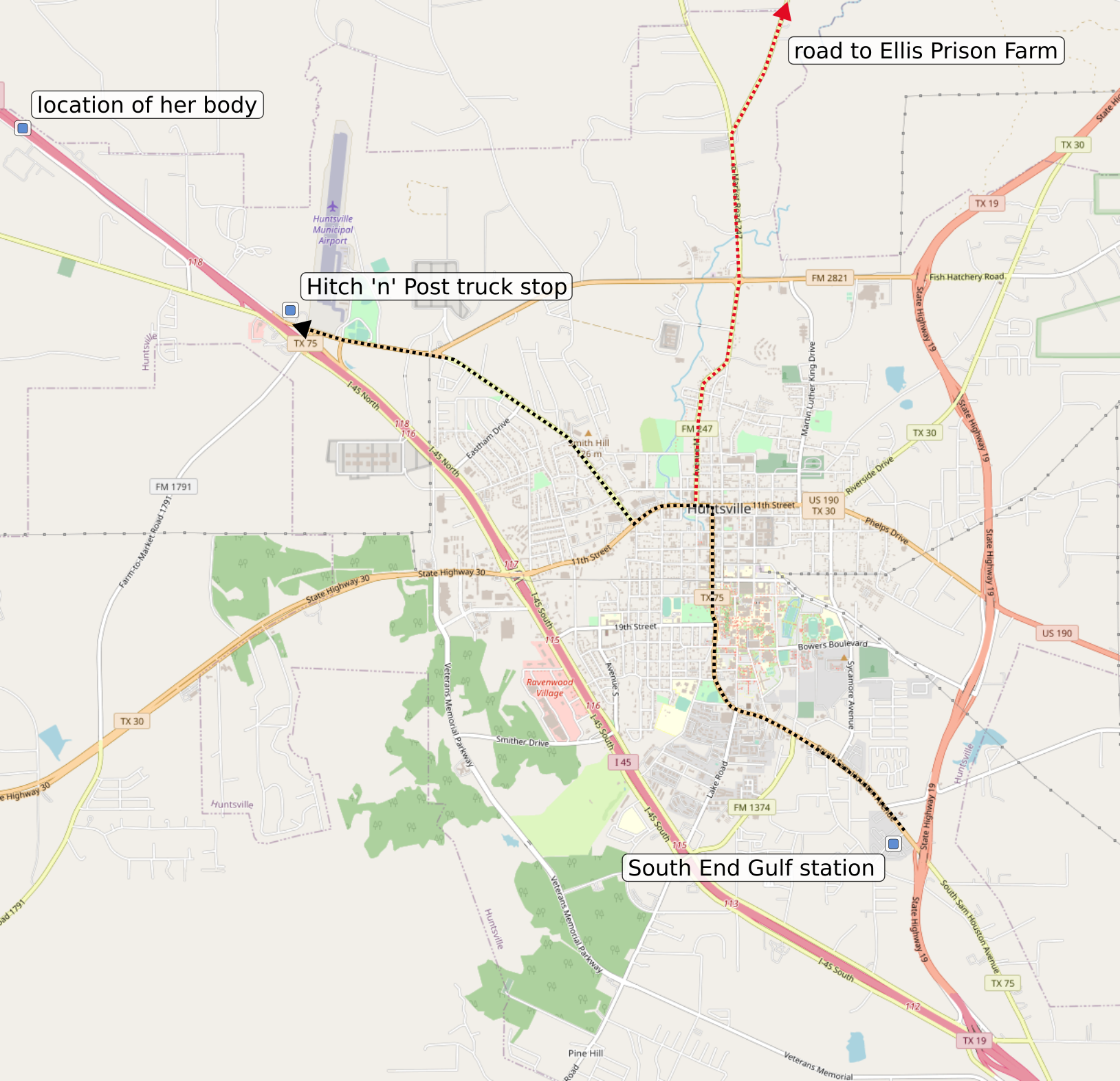
Вероятные перемещения Джарвис перед убийством и место обнаружения её тела. Чёрная линия обозначает предположительный маршрут, основанный на показаниях свидетелей. Красная пунктирная линия указывает направление от South End Gulf к ферме при тюрьме Эллис. Синими точками выделены место обнаружения тела Джарвис, Hitch 'n' Post и South End Gulf

Сразу после обнаружения тела Джарвис было проведено расследование, в ходе которого были опрошены свидетели и проведено вскрытие. Однако расследование в 80-х не дало результатов и зашло в тупик.
Благодаря более позднему расследованию удалось опознать девушку, но её убийство по-прежнему остаётся нераскрытым. Полиция допускает, что преступление мог совершить серийный убийца, однако подозреваемых найти не удалось.

### Свидетельские показания
После свидетельских показаний и освещения в СМИ данного инцидента несколько человек (ныне покойных) сообщили о том, что видели девушку, соответствующую описанию жертвы, за день до убийства. Среди них были управляющий заправочной станции South End Gulf и двое сотрудников автостоянки Hitch ‘n’ Post. Все они утверждали, что девушка была в синих джинсах, жёлтом джемпере и белом вязаном свитере с большими карманами, свисающими ниже талии. В руках она держала красные босоножки, с которыми её мертвой и обнаружили.

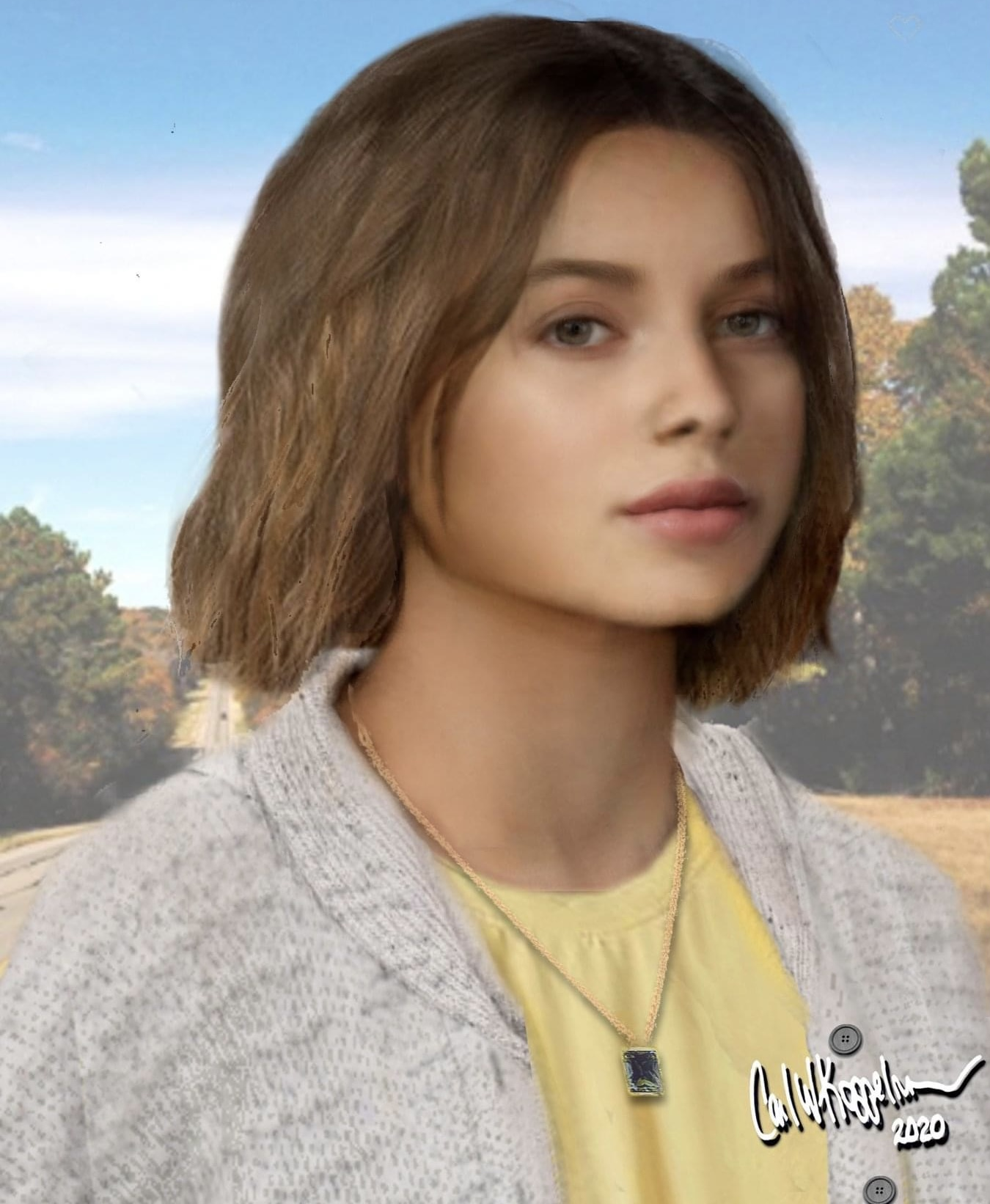
Реконструкция внешности жертвы по описаниям свидетелей

По словам первого свидетеля, Джарвис, выглядевшая неопрятно, появилась на заправке South End Gulf около 18:30 31 октября. Она вышла из синего Chevrolet Caprice 1973–1974 годов выпуска со светлой крышей, которой управлял белый мужчина. Девушка поинтересовалась дорогой до фермы при тюрьме Эллис (англ. Texas Department of Corrections Ellis Prison Farm) . Узнав дорогу, она пошла пешком и была замечена идущая на север по проспекту Сэма Хьюстона (англ. Sam Houston Avenue).
Позже Джарвис видели на автостоянке Hitch ‘n’ Post у I-45, где она снова спрашивала дорогу к ферме при тюрьме Эллис, утверждая, что её там ждёт некий друг. Характер визита к другу остаётся по-прежнему неизвестным. Официантка закусочной при Hitch 'n' Post нарисовала ей карту пути до фермы. Позже она рассказала следователям, что заподозрила в девушке беглянку: та называлась жительницей Рокпорта или Арансас-Пасса. Официантка поинтересовалась возрастом незнакомки, на что Джарвис соврала и сказала, что ей 19 лет. Официантка, не поверив в такой большой заявленный возраст для четырнадцатилетней, поинтересовалась, знают ли её родители о её местоположении. Джарвис ответила: «какая разница?» (англ. «Who cares?»). Оба этих очевидца узнали убитую девушку и уверенно заявили, что именно она у них спрашивала путь за день до убийства.

### Ферма при тюрьме Эллис
Заключенные и сотрудники фермы при тюрьме Эллис были опрошены, но никто не смог опознать девушку по посмертным фото. Единственный заключённый схожего возраста не имел установленную связь с покойной.
Следователи также посетили Рокпорт и Арансас-Пасс, сверяясь с местной полицией и школами с целью опознать, но безуспешно. Просмотр школьных альбомов и розыскных баз не дал результатов — ни одна пропавшая девушка не имела совпадений с Джарвис.
Несмотря на то, что поиски в Рокпорте и Аранзас-Пассе не дали никаких зацепок, следствие первоначально предполагало, что Джарвис могла быть оттуда, поверив легенде, сказанной Джарвис официантке.

### Повторная экспертиза
В 1999 году останки Джарвис были эксгумированы для проведения дополнительных исследований, включая появившийся в обиходе забор образца ДНК. Повторная экспертиза позволила уточнить вероятный возраст жертвы: 14–18 лет, причём следователи склонялись к версии, согласно которой на момент смерти девушке было от 14,5 до 16,5 лет.
В ноябре 2015 года дело было официально возобновлено офисом шерифа округа Уокер. Были проведены ДНК-исследования красных кожаных босоножек, обнаруженных на месте преступления, однако их результаты не были обнародованы. Местный полицейский департамент также проверял сообщения пропавших без вести, но опознать снова не удалось. Следователи обращались также к общественности через местные СМИ и интернет, однако это тоже не помогло сдвинуть дело с мёртвой точки.

### Реконструкция внешности
Было предпринято несколько попыток визуализировать внешность Джарвис. В 1990 году судебный художник Карен Тейлор сделала первую такую реконструкцию. Тейлор на реконструкции добавила особую деталь — кулон на шее, который был на мёртвом теле Джарвис. Чуть позже Офис шерифа округа Уолкер сделал свой вариант реконструкции.
Тейлор упомянула этот случай в своей книге «Forensic Art and Illustration», признав, что столкнулась со сложностями во время создания реконструкции: единственное доступное фото головы Джарвис было сделано после бальзамирования — похоронное бюро Хантсвилла специально изменило черты лица, чтобы тело можно было показать в открытом гробу. Помимо этого, Тейлор не знала точных размеров кулона Джарвис, из-за чего ей пришлось определять размеры на глаз.
За 10 лет до опознания жертвы Национальный центр по поиску пропавших и эксплуатируемых детей опубликовал две новых реконструкции внешности: первую в 2012 году и вторую — в 2015 году, на 35-ю годовщину убийства. Обе работы основывались на посмертных фотографиях Джарвис.

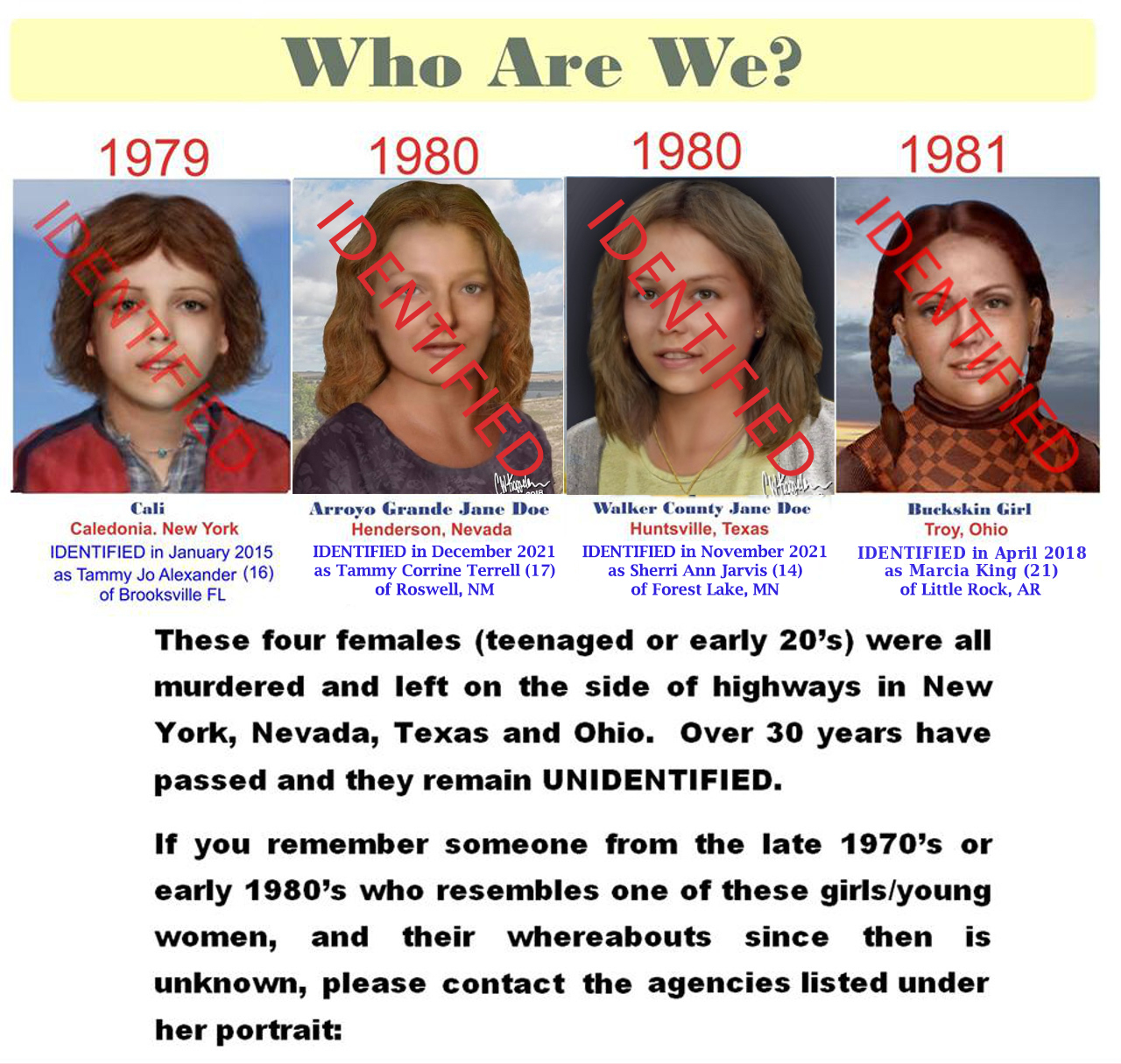
Информационный плакат со сделанными незадолго до опознания реконструкциями лиц четырёх американок, убитых около 1980 года. Шерри Джарвис изображена третьей слева

### Опознание
В 2020 году Офис шерифа округа Уолкер  стал сотрудничать с Othram, чтобы попытаться установить личность девушки с помощью генетической генеалогии. Первоначально из останков не удалось извлечь пригодную ДНК, но из образцов тканей всё же это получилось сделать. Благодаря этому удалось найти живых родственников девушки в 2021 году .
Её личность была установлена ещё в конце сентября 2021 года с помощью работы судебного художника Карла Копельмана. 9 ноября 2021 года Офис шерифа официально объявил о том, что неопознанная девушка из округа Уолкер являлась четырнадцатилетней Шерри Энн Джарвис.  Следствие отложило обнародование результатов для того, чтобы семья Джарвис могла оплакать её без общественного внимания.
Друзья называли Джарвис «Тати». Она жила в Стиллуотере штата Миннесота. Джарвис в 13 лет была изъята из семьи за постоянные прогулы школы и поместили в специализированное учреждение, откуда она сбежала в неустановленном направлении вскоре после четырнадцатилетия, в марте 1980 года. Последний раз Джарвис контактировала с родными в августе того же года, написав в Денвере письмо своей матери. В письме она написала, что расстроена опекой и планирует вернуться домой.
После опознания семья Джарвис выразила благодарность всем тем, кто помог установить личность Шерри. Они также выразили благодарность тем, кто навещал её могилу до опознания, и выразили надежду на поимку убийцы.
Расследование убийства не было приостановлено: по словам следователей, установление личности им дало «новые зацепки». Однако новых новостей с 2021 года по этому делу не наблюдается.

## Похороны
16 января 1981 года ещё неопознанную Шерри Джарвис с открытым гробом похоронили в участке Адикес на кладбище Оквуд округа Уолкер. Надгробие, пожертвованное Morris Memorials имело до опознания надпись:  белая девушка. Умерла 1 нояб. 1980» (англ. Unknown white female. Died Nov. 1, 1980). После опознания было установлено новое надгробие с её именем, фотографией и эпитафией: «никогда не одна и любима многими» (англ. Never alone and loved by many).

Он [убийца Джарвис] сделал заявление, сделав это [совершил убийство]. Честно говоря, ни с кем нельзя так обращаться… Если бы нам удалось установить личность жертвы, то весьма вероятно, что мы смогли бы найти подозреваемого. Сейчас я готов искать где угодно. Даже если пропавшая из Нью-Йорка окажется похожей на неё, я изучу эту информацию.
Оригинальный текст (англ.)That person made a statement when they did that. Honestly, no one should ever be treated like that ... If we could positively identify the victim there is a very good chance we could identify the suspect. At this point, I'm willing to look anywhere. If there is a missing person from New York that looks like her, I'm willing to look at it.
— Детектив Томас Бин из офиса шерифа округа Уолкер о расследовании дела Джейн Доу 4 марта 2018 года

## Неофициальные версии

### Пол преступника
Журналист Майкл Харгрейвз, разбирающий это дело, сделал предположение о том, что убийцей Джарвис могла быть женщина. В качестве аргументов он привёл отсутствие спермы на месте преступления, а также использование исключительно посторонних предметов для изнасилования. Харгрейвз отметил, что мужчины при сексуальных преступлениях обычно кусают своих жертв за более чувствительные участки тела, нежели за плечо.
Харгрейвз утверждает, что убийцы мужского пола с сексуальными мотивами обычно забирают драгоценные вещи жертвы в качестве трофея. Однако кулон Джарвис остался на месте, из-за чего Харгрейвз снова подверг сомнению то, что убийца был мужского пола. При этом неизвестно, носила ли Джарвис иные украшения вроде серёг, а сама она была найдена полностью обнажённой.

### Связь с другими убийствами
В прессе фигурировало предположение, согласно которому убийца Джарвис мог быть причастен к убийству Дербы Джексон, совершённом за год до этого убийства в Джорджтауне. Рассматривалось предположение, что Джарвис могла быть жертвой известного серийного убийцы Генри Лукаса. Это предположение было опровергнуто следствием: выявленный зубной ряд на месте укуса не соответствовал зубному ряду Лукаса.
В 2017 году появилась теория, согласно которой убийство Джарвис могло быть связано с убийствами трёх других девушек, чьи тела были найдены вдоль трассы I-45 в 1980 году. Все они были задушены и подверглись похожему сексуальному насилию. Только одна из этих трёх женщин была опознана.
Одна из неопознанных женщин с приблизительным возрастом 20–30 лет была обнаружена 15 октября 1980 года. Она имела предположительно африканское или азиатское происхождение, а её смерть наступила за 3 месяца до обнаружения тела. Вторая неопознанная девушка с приблизительным возрастом 16–26 лет была найдена в декабре 1980 года. Обе они были темнокожими и найдены в Хьюстоне.

## Комментарии
1. ↑  Согласно некоторым источникам, покойная весила 49 килограмм[14][15]
2. ↑  В материалах дела Джарвис нет упоминаний о взятии с её тела на анализ биологических материалов вроде слюны или спермы[20]
3. ↑  Ферма при тюрьме Эллис расположена примерно в 23 километрах от места обнаружения тела Джарвис[8].
4. ↑  Мочки ушей Джарвис были проколоты, однако серьги не были найдены[8]
5. ↑  Упоминаний имени и истории этой женщины в источниках нет[8].